# ألتون آدامز
ألتون آدامز (بالإنجليزية: Alton Adams)‏ هو موزع وملحن أمريكي، ولد في 4 نوفمبر 1889 في شارلوت أمالي في الولايات المتحدة، وتوفي بنفس المكان في 23 نوفمبر 1987.